# 紫阳堤
29°26′33″N 116°02′16″E / 29.44250°N 116.03778°E
紫阳堤位于中国江西省庐山市（原星子县）紫阳南路南端，鄱阳湖西岸，2013年被列为全国重点文物保护单位。
北宋太平兴国三年（公元978年），星子镇升为县，四年后又设南康军。南宋淳熙六年(1179年)，朱熹知南康军，任内将旧堤扩建。后人以朱熹别号称之为紫阳堤。紫阳堤以石条叠砌而成，堤宽七八米，长一公里左右，向外微微凸出，略呈弧形。岸与堤之间有石桥连接，桥下有拱洞供渔舟出入，堤内面积共2800平方米。这是中国最早、最大的港口石堤。